# 7556 Перинальдо
7556 Перинальдо (7556 Perinaldo) — астероїд головного поясу, відкритий 18 березня 1982 року.
Тіссеранів параметр щодо Юпітера — 3,273.